# Stenalcidia fusca
Stenalcidia fusca là một loài bướm đêm trong họ Geometridae.